# E100 (additif)
Pour les articles homonymes, voir E100.

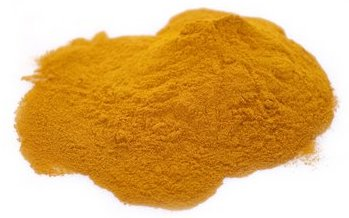
Curcumine

Le E100 est le numéro E de deux additifs alimentaires très similaires, utilisés comme colorants de couleur jaune orangé.
Le E100(i) correspond à la molécule colorante elle-même, la curcumine, tandis que le E100(ii) correspond au rhizome du curcuma (ou turmérique), riche en curcumine. Bien que l'on appelle parfois le curcuma « safran des Indes », le colorant présent dans le safran n'est pas le même, c'est de la crocine.
La curcumine, en tant qu'additif alimentaire, est obtenue par extraction avec des solvants, à partir de rhizome de curcuma réduit en poudre. La dose maximale admissible par jour est de 1 mg/kg de poids corporel pour la curcumine E100(i) et 0,3 mg/kg pour le curcuma E100(ii).